# Le Crédit Lyonnais

Logo

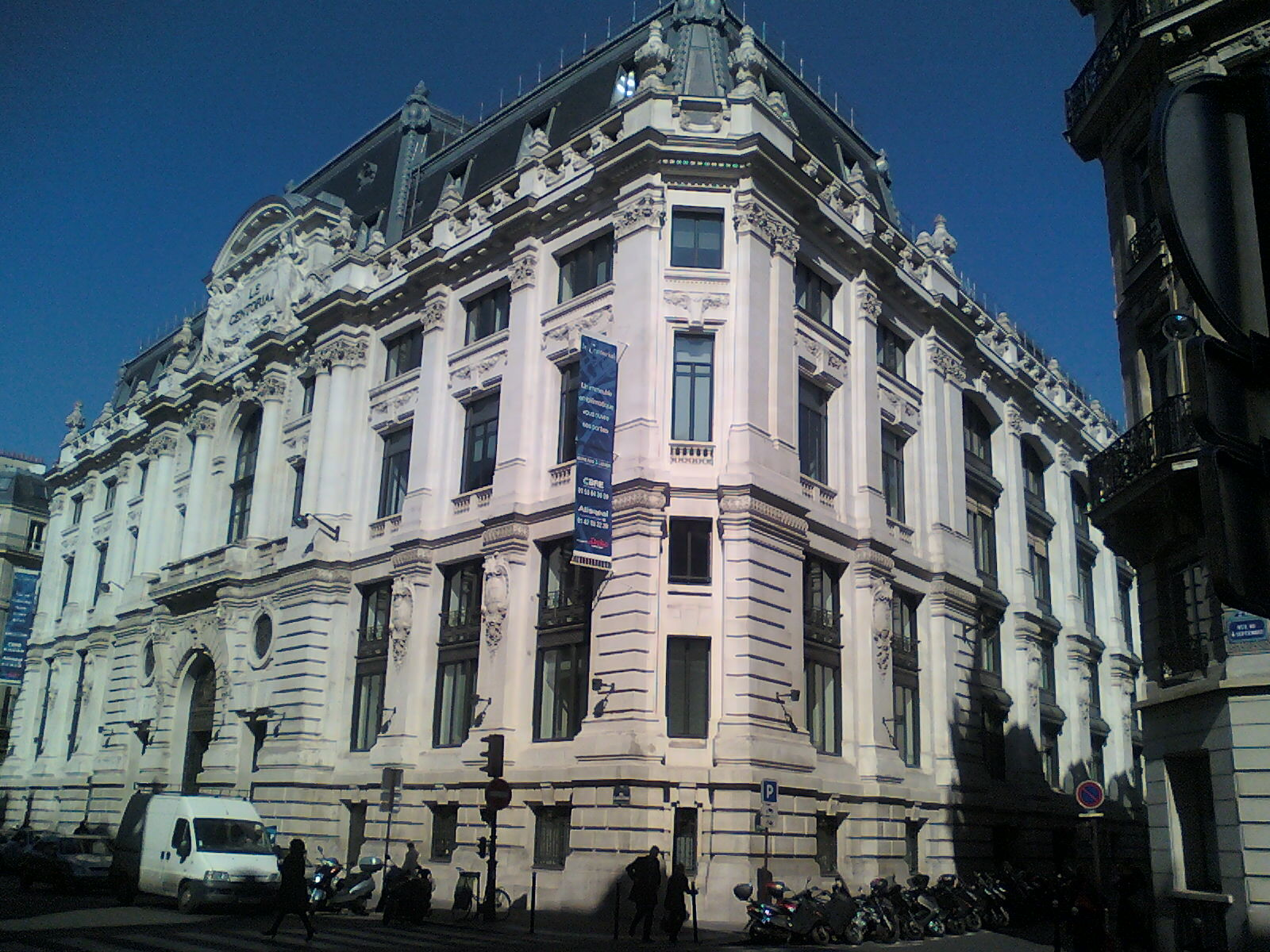
Kantoor van LCL aan de Rue du 4 septembre in Parijs

Le Crédit Lyonnais (LCL) is een Franse bank die in 1863 werd opgericht en in 1946 werd genationaliseerd. Sinds 1981 sponsort zij de gele trui in de Ronde van Frankrijk.

## LCL in zware financiële problemen
Crédit Lyonnais was werkzaam op verschillende terreinen van de financiële bemiddeling, namelijk als algemene bank voor particulieren en ondernemers, en als handelsbank op het gebied van het vermogensbeheer voor derden, leasing en factoring en als verzekeraar. Het management van de bank had de aspiratie om op wereldschaal een universele bank te worden. 
Eind 1993 telde de bank meer dan 71.000 werknemers en een balanstotaal van bijna FRF 2.000 miljard. De bank was wereldwijd actief met meer dan 800 vestigingen in Europa, exclusief Frankrijk. Ultimo 1993 was de Franse overheid de belangrijkste aandeelhouder met 76% van het stemrecht.
In de jaren 80 en begin jaren negentig voerde LCL een agressief krediet- en investeringsbeleid. Onder de door de socialisten benoemde Jean-Yves Haberer, die de bank van 1988 tot november 1993 leidde, verdubbelde het balanstotaal van de bank en de waarde van de industriële portefeuille vervijfvoudigde naar FRF 50 miljard. Met meer dan FRF 100 miljard aan leningen aan de vastgoedsector was de bank een zeer grote partij in Frankrijk. Ten slotte deed de bank grote overnames buiten Frankrijk om de marktpositie te verstevigen waaronder de Slavenburg's bank in Nederland. De directie van Crédit Lyonnais had daarmee, volgens een rapport van de Franse parlementaire onderzoekscommissie, de financiële draagkracht van de bank ver overschat en nauwelijks op de enorme risico's van de investeringen gelet. Bij LCL stegen de kosten sneller dan de inkomsten waardoor de vermogensverhoudingen onder druk kwamen te staan. De Franse overheid bood hulp door overheidsbedrijven met een waarde van zo’n FFR 17 miljard onder te brengen bij de bank. Dit deed het vermogen van LCL stijgen, maar de bedrijven waren matig winstgevend waardoor de winstmarge van de bank onder druk kwam te staan. De vertraging van de economische groei en de scherpe prijsdaling van onroerend goed en op de effectenbeurzen drukten de bank in de verliezen. 
In 1992 en 1993 leed de bank een verlies van FRF 1,8 miljard en FRF 6,9 miljard respectievelijk. Deze verliezen werden ten laste van het eigen vermogen gebracht waardoor de solvabiliteit, de verhouding eigen vermogen versus de naar risico gewogen activa, onder de wettelijke verplichte 8% dreigde te komen. Op verzoek van de Franse bankentoezichthouder, de Commission Bancaire, heeft de Franse overheid steunmaatregelen genomen. In 1994 werd steun verleend in de vorm van een kapitaalverhoging ter waarde van bijna FRF 5 miljard en leningen voor onroerend goed ter waarde van FRF 40 miljard werden apart gezet.
Dit was onvoldoende en in 1995 volgde een tweede steunronde. In dit plan werd voor FRF 190 miljard, bijna € 30 miljard, aan twijfelachtige leningen afgesplitst en de verliezen hierop werden gedekt door een garantie van de Franse staat. Crédit Lyonnais werd wel verplicht een groot deel van zijn winst apart te houden om de mogelijke verliezen van de staat op deze portefeuille van leningen te compenseren. Deze terugbetaling werd over een lange periode uitgesmeerd. De rivaliserende particuliere Franse bank Société Générale reageerde heel negatief op de staatssteun. Haar topman Marc Viénot eiste een gecontroleerde liquidatie van de 'gekke Lyonnais', zoals de bank in de volksmond wel werd genoemd. De Europese Commissie ging, na enkele aanpassingen in het oorspronkelijke plan akkoord, maar dwong ook af dat Crédit Lyonnais diverse buitenlandse dochterondernemingen in Europa zou afstoten, waaronder Credit Lyonnais Bank Nederland, Credito Bergamasco en Woodchester, in Latijns-Amerika en in Afrika. De Commissie ging verder alleen akkoord als de bank weer zelfstandig en dus winstgevend verder zou kunnen gaan. Door middel van opeenvolgende sociale plannen daalde het aantal werknemers van 59.323 in 1995 tot minder dan 51.000 in 1997. De bank moet ook binnen vijf jaar geprivatiseerd worden. 
Eind 1997 telde LCL 50.789 werknemers, waarvan iets minder dan twee derde in Frankrijk. Per diezelfde datum bedroeg het balanstotaal FRF 1.499 miljard, waarvan iets minder dan de helft betrekking had op activiteiten in Frankrijk en 32% in Europa, exclusief Frankrijk. De Franse staat had 78% van het kapitaal en 96% van de stemrechten. Op de beurs was zo’n 18% van het kapitaal genoteerd, maar deze beleggingscertificaten hadden geen stemrecht.

## Crédit Lyonnais Bank Nederland
In 1980 heeft Le Crédit Lyonnais de helft van de aandelen van Slavenburg's bank overgenomen. In 1983 bezat zij alle aandelen en werd de naam veranderd in Crédit Lyonnais Bank Nederland (CLBN). Ten tijde van deze overname had Slavenburg's bank ruim 80 kantoren waarvan 10 in het buitenland. De bank telde ruim 2.800 medewerkers waarvan meer dan 300 buiten Nederland. Het klantenbestand bestond vooral uit zakelijke relaties en vermogende particulieren.
In december 1987 nam CLBN de Nederlandse Credietbank (NCB Bank) over. NCB Bank was in november 1918 in Amsterdam opgericht als Nederlandsche Landbouwbank om met financiering de export van de Nederlandse landbouw te ondersteunen. Geleidelijk aan werden de activiteiten uitgebreid en op het hoogtepunt telde de bank meer dan 100 kantoren en had zo’n 2000 medewerkers in dienst. Inmiddels was de naam gewijzigd in Nederlandsche Credietbank, later Nederlandse Credietbank en ten slotte NCB Bank. In 1983 kwam men met een noviteit: de Direktbank, een bank die zonder kantoren opereerde en telefonisch bancaire producten aanbood. Ondanks deze initiatieven rendeerde de NCB Bank maar matig en een groot deel van de winst werd gereserveerd om verliezen op leningen op te vangen. In 1984 werd zij gekocht door de Amerikaanse Chase Manhattan Bank, waarmee de NCB Bank al sinds 1967 een samenwerkingsverband had. Dit was van korte duur, want eind 1987 nam CLBN de bank over. Alle activiteiten werden vanaf dat moment onder de CLBN merknaam aangeboden.
In de jaren daarop speelde CLBN een belangrijke rol bij de financiering van onafhankelijke Hollywood-producties. In het verlengde daarvan verstrekte zij in 1990 een lening van twee miljard dollar aan de Italiaanse zakenlieden Giancarlo Parretti en  Florio Fiorini voor de overname van Metro-Goldwyn-Mayer. Dit is echter een fiasco geworden en de Franse bank heeft de verliezen voor haar rekening genomen.
In ruil voor staatssteun door de Franse overheid aan de moedermaatschappij Crédit Lyonnais werd deze gedwongen een deel van haar buitenlandse netwerk af te stoten. Om die reden besloot men om CLBN te verkopen en in 1995 is de Nederlandse tak in handen gekomen van de Belgische Generale Bank en werd de naam gewijzigd in Generale Bank Nederland. In 1992 was CLBN nog met de bouw van een nieuw kantoor begonnen aan de Blaak in Rotterdam, ontworpen door de architect Helmut Jahn. Het gebouw werd in november 1996 door prinses Margriet officieel geopend als hoofdkantoor van Generale Bank Nederland.

## Overname door Crédit Agricole
In december 2002 maakte de Franse bank Crédit Agricole bekend Crédit Lyonnais over te nemen. Crédit Agricole betaalde ongeveer € 19,5 miljard voor haar branchegenoot en troefde hiermee concurrent BNP Paribas af.